# نادي بانك تجارت
نادي بانك تجارت طهران لكرة القدم (بالفارسية: باشگاه فوتبال بانک تجارت تهران) ، هي نادي رياضي لكرة القدم، أسست عام 1989م، وكانت مقرها في العاصمة الإيرانية طهران ، والنادي مرخصة من البنك التجاري الإيراني.

## أشهر اللاعبين
أشتهر اللاعبون الإيرانيون وبعض الأجانب للعب في نادي بانك تجارت، ومنهم:
- بيجان طاهري.
- حسن روشن.
- ماركار آفاجانيان (لاعب إيراني أرميني).
- سعيد أغين ساغنا (بالإنجليزية: Saeid Agin Sagna)‏.
- رضا أحدي.
- محمد أحمد زاده.
- سيروس دين محمدي.
- مهدي فنوني زاده.
- يحيى غول محمدي.
- أفشين برواني.

## مصدر
1. ↑  روزنامه اعتماد86/2/20: داستان تيم هاي يک شبه در فوتبال ايران نسخة محفوظة 10 نوفمبر 2013 على موقع واي باك مشين.